# Zygmunt Pomarański

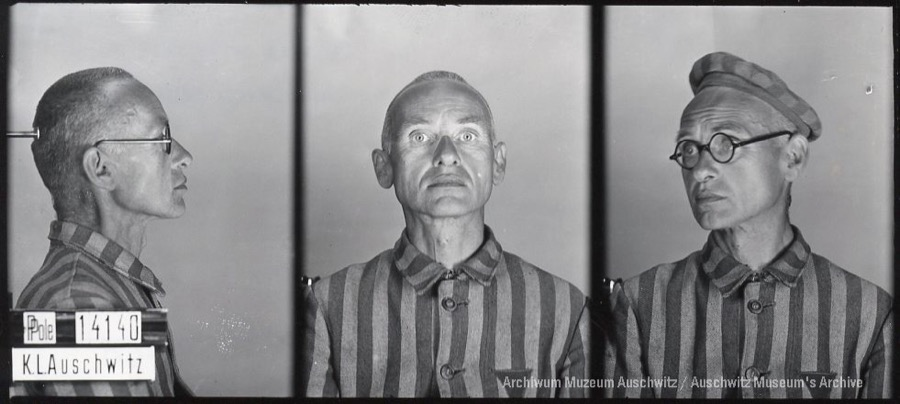
Zygmunt Pomarański więzień KL Auschwitz

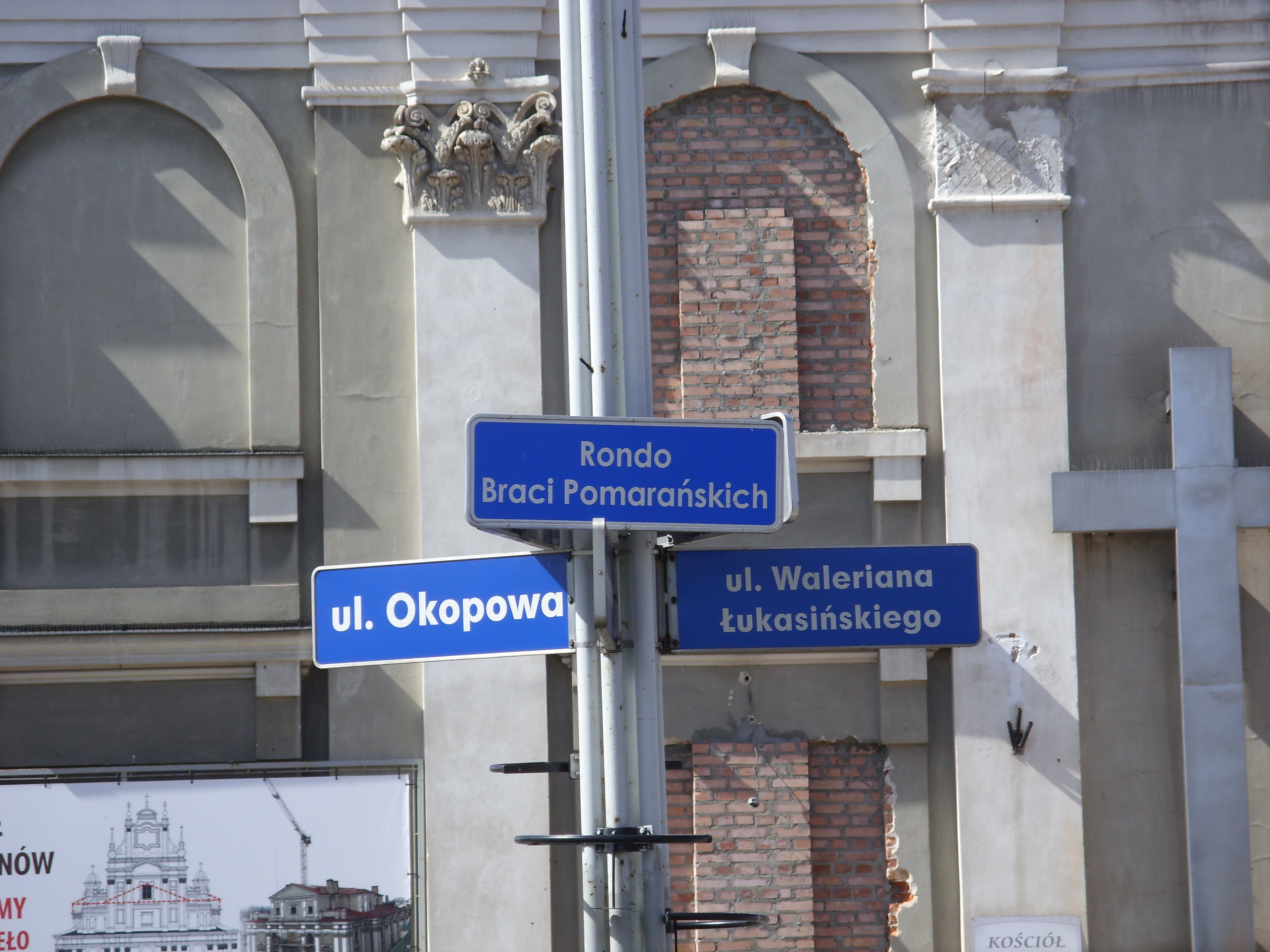
Rondo Braci Pomarańskich w Zamościu

Zygmunt Pomarański ps. „Zyga”, „Brzóska”, „Środa”, „Zbyszek” (ur. 20 stycznia 1898 w Ciechocinku, zm. 29 września 1941 w KL Auschwitz) – kapitan geograf rezerwy Wojska Polskiego, żołnierz Pierwszej Kompanii Kadrowej, komendant Polskiej Organizacji Wojskowej obwodu radomskiego, iłżeckiego, koneckiego i zamojskiego, wydawca, księgarz, kompozytor.

## Życiorys
Urodził się 20 stycznia 1898 w Ciechocinku, w rodzinie Józefa i Marii z Doranttów. Był bratem Stefana Pomarańskiego (1893–1944) i Józefa Pomarańskiego (1896–1942).
W 1910 rozpoczął naukę w Gimnazjum Mariana Rychłowskiego w Warszawie. Jako gimnazjalista należał do tajnej drużyny skautowej im. Romualda Traugutta (od 1929 1 Warszawska Drużyna Harcerska im. Romualda Traugutta „Czarna Jedynka”). Od 1912 był członkiem Organizacji Młodzieży Niepodległościowej „Zarzewie”. W 1913 wstąpił do Polskich Drużyn Strzeleckich. Był członkiem 3 plutonu Pierwszej Kompanii Kadrowej. Dowodził jedną z grup penetrujących okolice Domaszowic, Niewachlowa i Szydłówka. 13 sierpnia 1914 został ranny w rosyjskim ostrzale artyleryjskim od strony Czarnowa. W 1915 przydzielony do Polskiej Organizacji Wojskowej w okręgu piotrkowskim, następnie kolejno komendant obwodów radomskiego, iłżeckiego, koneckiego i zamojskiego. W listopadzie 1918 uczestniczył w rozbrajaniu wojsk austriackich. W latach 1919–1921 był żołnierzem Wojska Polskiego. Podczas wojny polsko-bolszewickiej walczył w 3 pułku piechoty Legionów. 8 stycznia 1924 został zatwierdzony w stopniu porucznika ze starszeństwem z 1 czerwca 1919 i 3396. lokatą w korpusie oficerów rezerwy piechoty. Posiadał przydział w rezerwie do 9 pułku piechoty Legionów w Zamościu. Na stopień kapitana został mianowany ze starszeństwem z 19 marca 1939 i 1. lokatą w korpusie oficerów geografów.
W 1917 założył wraz z bratem Stefanem Pomarańskim przedsiębiorstwo wydawnicze i księgarnię w Zamościu, uczestniczył w redagowaniu czasopism „Kronika Powiatu Zamojskiego” i „Teka Zamojska”. W 1931 zdał egzamin na notariusza w kancelarii notarialnej Bolesława Leśmiana w Zamościu. W 1931 został komornikiem sądu grodzkiego w Kraśniku, następnie w Hrubieszowie. Od 1933 był notariuszem w Kozienicach, a od 1938 w Zamościu.
30 października 1939 zwrócił się Prezesa Sądu Okręgowego w Zamościu o zwolnienie z obowiązków notariusza. W latach 1940–1941 prowadził z rodziną sklep artykułów gospodarstwa domowego. Od października 1939 brał udział w tworzeniu komórek Służby Zwycięstwu Polski i Związku Walki Zbrojnej, jego dom był punktem kontaktowym. Członkiem ZWZ była też jego żona Jadwiga, syn Ziemowit „Wrzos” i córka Danuta. Pełnił funkcję pierwszego komendanta rejonu I Zamość-Miasto (do maja 1940) i oficera organizacyjnego obwodu Zamość (do dnia aresztowania).
Był także wydawcą, księgarzem i kompozytorem. Jest autorem mazurków i polonezów, melodii do wierszy poetów legionowych. Skomponował m.in. melodię do pieśni O mój rozmarynie. W 1935 ukazały się jego kompozycje pt. Pieśni o wojnie i na wojnie pisane w układzie na głos i fortepian.
Został aresztowany w lutym 1941 i wywieziony na Zamek Lubelski, stamtąd do obozu koncentracyjnego Auschwitz, gdzie zmarł.
W 2011, z inicjatywy Światowego Związku Żołnierzy Armii Krajowej Oddział Zamość, rondo przed kościołem Zwiastowania Najświętszej Maryi Panny w Zamościu otrzymało nazwę „ronda Braci Pomarańskich” dla upamiętnienia trzech braci: Stefana, Zygmunta i Józefa.

## Ordery i odznaczenia
- Krzyż Niepodległości (12 marca 1931)[14][2][15]
- Złoty Krzyż Zasługi (25 lutego 1939)[16]
- Srebrny Wawrzyn Akademicki (4 listopada 1937)[17]
- Krzyż Legionowy
- Odznaka Pamiątkowa „Pierwszej Kompanii Kadrowej”[18]
- Krzyż 4. pułku piechoty za lata 1915–1916
- Honorowy Krzyż Harcerski z Czasów Walk o Niepodległość[19]